# Karnal (stad)
Karnal is een nagar panchayat (plaats) in het district Karnal van de Indiase staat Haryana. 

## Demografie
Volgens de Indiase volkstelling van 2001 wonen er 210.476 mensen in Karnal, waarvan 53% mannelijk en 47% vrouwelijk is. De plaats heeft een alfabetiseringsgraad van 72%. 

## Geboren
- Kalpana Chawla (1962-2003), Indiaas-Amerikaans astronaute